# Brett Goldstein
Brett Goldstein, född 17 juli 1980, är en brittisk skådespelare.
Goldstein har bland annat medverkat i TV-serierna Hoff the Record (2015–2016) och Ted Lasso (2020–2023). Han har även medverkat i filmen Thor: Love and Thunder från 2022. Tillsammans med Bill Lawrence och Jason Segel har han skapat, skrivit och producerat dramakomediserien Shrinking som hade premiär på Apple TV+ 2023.

## Filmografi (i urval)
- 2015–2016: Hoff the Record
- 2020–2023: Ted Lasso
- 2022: Thor: Love and Thunder